# Porträt Heinrichs VIII.

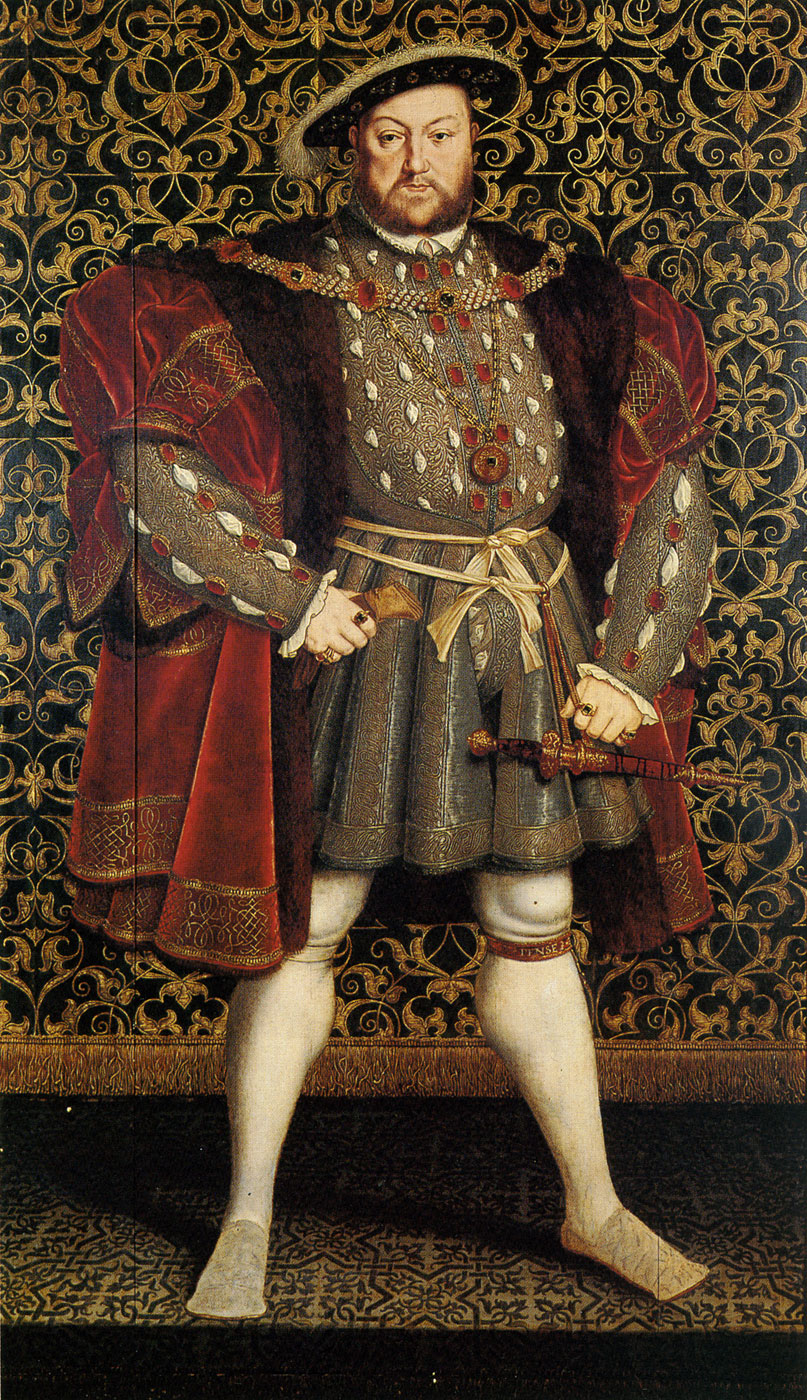
Heinrich VIII. Kopie nach einem Gemälde von Hans Holbein, Chatsworth House, England.

Das Porträt Heinrichs VIII. nach Hans Holbein ist eines der berühmtesten Bilder eines britischen Monarchen und das bekannteste Porträt Heinrichs VIII. Das originale Wandbild zeigte außer dem König auch seine Frau Jane Seymour und seine Eltern. Dieses Wandbild ist 1698 bei einem Brand des Palace of Whitehall zerstört worden. Überliefert wurde es in einer Kopie aus dem Jahr 1667. Nach dem Porträt Heinrichs auf dem Familienbild sind schon zu seinen Lebzeiten eine Reihe von Fassungen entstanden, die in europäischen und amerikanischen Sammlungen aufbewahrt werden.

## Historischer Hintergrund
Nach dem Tod von Kardinal Wolsey 1529 kam dessen Anwesen York Palace 1530 an Heinrich, der den Palast zu seiner Hauptresidenz machte. Während seiner gesamten Regierungszeit wurde an der opulenten und weitläufigen Palastanlage, dem Palace of Whitehall, gebaut. 1536 gab der König bei Hans Holbein ein Wandgemälde in Auftrag, das Heinrich mit seiner dritten Frau Jane Seymour und seinen Eltern Heinrich VII. und Elizabeth of York darstellte.
1536 war Heinrich bereits 27 Jahre König und hatte noch keinen männlichen Erben. Im Frühling des Jahres war er auf einem Turnierplatz schwer verletzt worden und musste um sein Leben fürchten. Der Bestand der Tudor-Dynastie war zu diesem Zeitpunkt ernstlich bedroht.
Im April 1536 war seine zweite Frau Anne Boleyn wegen angeblich mehrfachem Ehebruch verhaftet und am 19. Mai 1536 im Tower enthauptet worden. Der Weg war jetzt frei für eine Ehe mit Jane Seymour, die er am 30. Mai 1536 in Whitehall heiratete. Jane Seymour starb am 24. Oktober 1537, nur wenige Tage nach der Geburt ihres Sohnes Edward, mit dem sie in der Entstehungszeit des Bildes wahrscheinlich schon schwanger war.
Die innenpolitische Lage war in dieser Zeit prekär. Im Oktober 1536 war es im Norden seines Reichs zu einer Rebellion gekommen, die sich zu einer schweren Regierungskrise entwickelte. Auslöser war, abgesehen vom Anziehen der Steuerschraube, die Abspaltung der englischen Kirche von Rom und die damit einhergehende Auflösung der Klöster, die Abschaffung der populären Feiertage, die Erklärung seiner Tochter Maria zum Bastard und ihr Ausschluss von der Thronfolge.
Als Heinrich 1547 starb, hinterließ er einen minderjährigen Thronfolger, einen bankrotten Staat und eine zerstrittene Nation.
Hans Holbein hielt sich ab 1532 mit wenigen Unterbrechungen bis 1543 in England auf. Zunächst war er vor allem als Porträtmaler der dort niedergelassenen hanseatischen Kaufleute und von Mitgliedern des Adels tätig, ab 1533 entstanden Porträts von Höflingen, und 1536 wurde er offizieller Hofmaler mit festem Gehalt. Zu seinen Aufgaben gehörte das dynastische Herrscherbild in Whitehall, das Porträtieren von möglichen weiteren Heiratskandidatinnen und das Entwerfen von Prunk- und Luxusgegenständen.

## Das Wandgemälde für Whitehall
Das Herrscherbild für einen Saal in Whitehall dürfte zwischen 1536 und 1537, der kurzen Zeitspanne, die die Ehe von Heinrich und Jane Seymour dauerte, in Auftrag gegeben worden sein. Dieses Bild war das einzige Wandbild, das Holbein in England geschaffen hat. In der Nacht vom 4. auf den 5. Januar 1698 ging der Palast in Flammen auf, denen auch Holbeins Bild zum Opfer fiel.
Nach der Beschreibung von William Sanderson (1586–1676), der das Bild 1658 im Original gesehen hat, handelte es sich um eine auf die Wand aufgetragene Ölmalerei, nicht um ein Fresko.

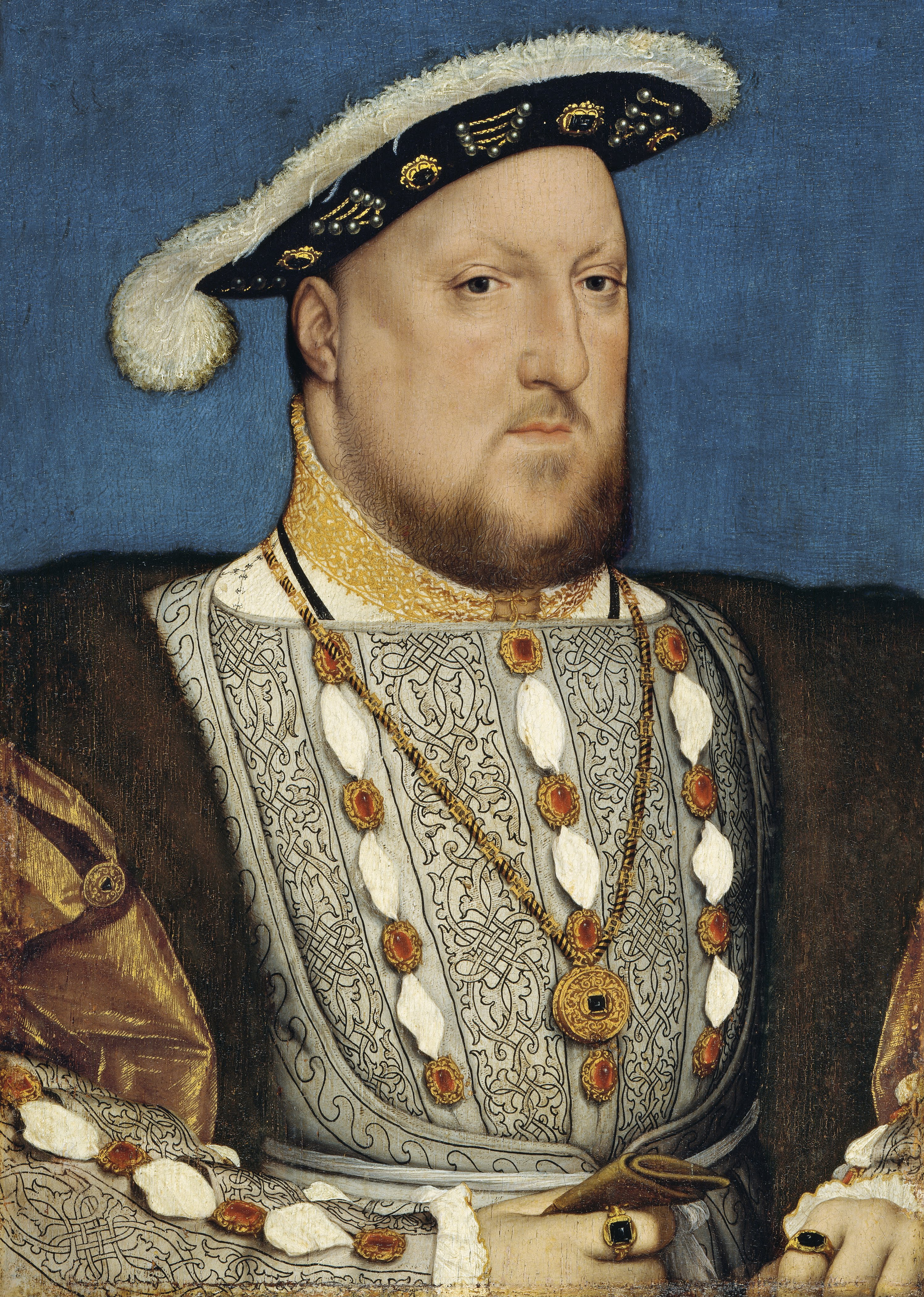
Porträt Heinrichs VIII., 1536/37

### Das Porträt aus der Sammlung Thyssen-Bornemisza
In der Thyssen-Sammlung in Madrid befindet sich Holbeins einziges eigenhändiges Porträt des Königs.
Daten
Porträt Heinrichs VIII., um 1536/37
Öl auf Eichenholz, 28 × 20 cm
Museo Thyssen-Bornemisza, Madrid
Inventar-Nr. 191 (1934.39)
Das nicht signierte und undatierte Bild ist nach 1536, als Holbein königlicher Hofmaler wurde, entstanden. Schulter, Arme und Hände sind angeschnitten, aber Gesicht und Kleidung des Königs entsprechen ziemlich genau der Ganzfigur auf Holbeins Karton und dem Whitehall-Wandbild, wie es von van Leemput überliefert ist. In der Literatur wird das Bild gelegentlich als Vorstudie zu dem Wandbild gesehen.

### Der Whitehall-Karton
An vorbereitenden Zeichnungen Holbeins ist nur ein Karton mit dem Porträt des Königs erhalten, der ebenso wie die Hintergrundarchitektur und der Teppich ziemlich detailliert dem Wandbild entspricht. Konturen des Königs und von Teilen der Architektur sind perforiert, der Karton ist also zum Übertrag auf die Wand genutzt worden.
Daten
Ganzfigur Heinrichs VIII. Karton auf Leinwand montiert; Federzeichnung in schwarzer Tinte, mit Grau, Braun, Schwarz und Rot laviert
257,8 × 137,1 cm
um 1536/37
National Portrait Gallery, London
Inventar-Nr. NPG 4027
Wie auch auf dem Madrider Bild sind Kopf und Brust leicht aus dem en face nach rechts gedreht, wobei der Blick auf den Betrachter gerichtet ist, während sich der König in van Leemputs Kopie bildparallel aufgebaut hat. Alle in der Nachfolge des Whitehall-Gemäldes entstandenen Porträts übernehmen diese Darstellung.

### Das Gemälde

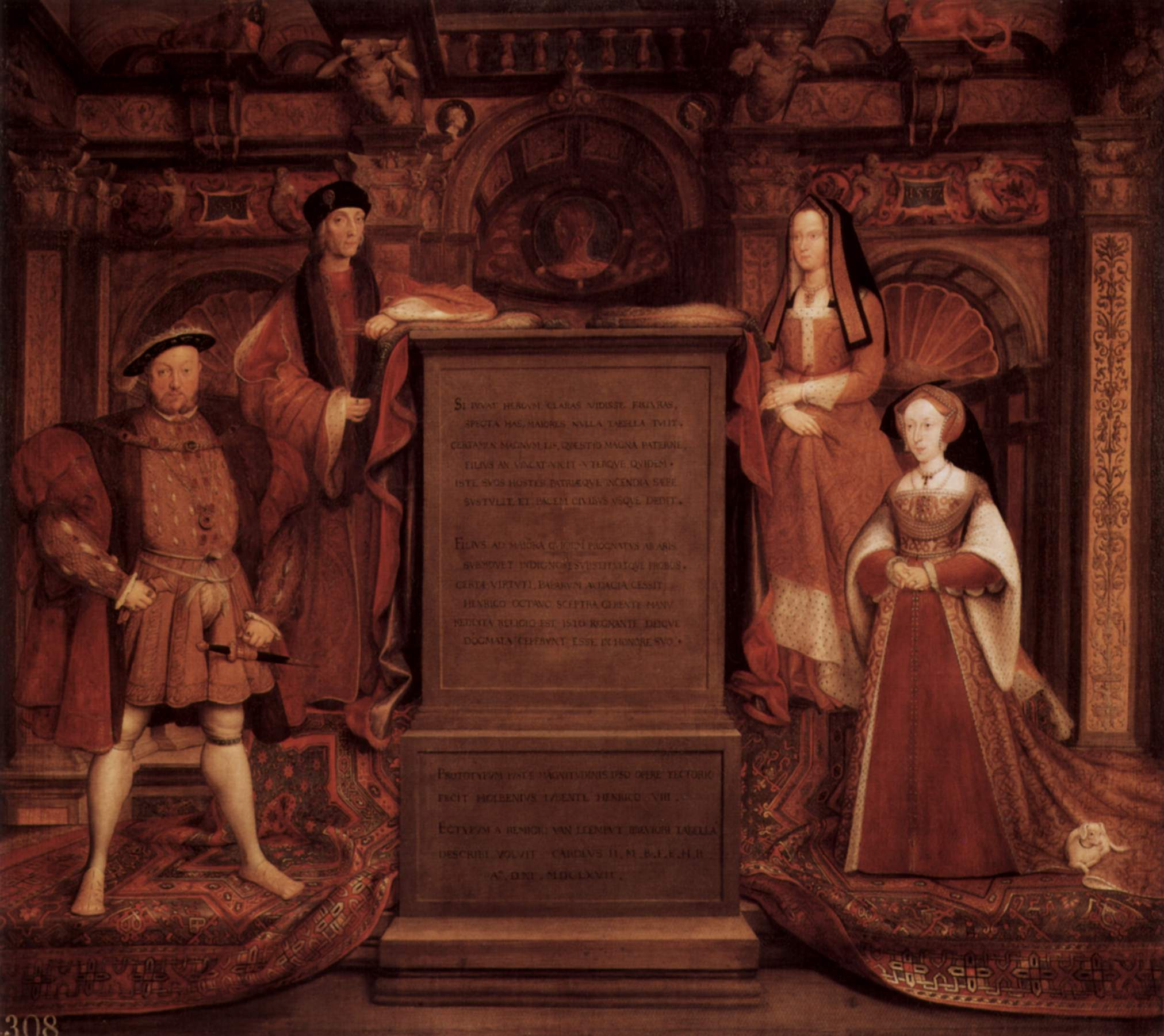
Remigius van Leemput: Heinrich VII., Elizabeth of York, Heinrich VIII. und Jane Seymour, das Whitehall-Gemälde. 1667

Von dem originalen Wandbild existieren zwei Kopien. Die Kopie von 1667 des Niederländers Remigius von Leemput (1607–1676), ein Mitarbeiter van Dycks, gehört zur Royal Collection. Die Kopie wurde von Charles II. in Auftrag gegeben und wird in Hampton Court Palace gezeigt. George Vertue (1654–1756) kopierte 1737 van Leemputs Fassung. Dieses Bild befindet sich ebenfalls in der Royal Collection.
Daten
The Whitehall Mural, Öl auf Leinwand, 88,9 × 98,7 cm
datiert auf dem Fries: AN.DO. 1537
Royal Collection, Her Majesty The Queen Elizabeth II., Hampton Court Palace
Inv.-Nr. 405750
Das Bild zeigt vier Personen, die um eine hohe Plinthe auf einem zweistufigen Sockel gruppiert sind. Auf der rechten Seite der Plinthe stehen hintereinander Heinrich und sein Vater, spiegelbildlich auf der anderen Seite Jane Seymour und seine Mutter. Aufgebaut sind sie vor einer prachtvollen Renaissancearchitektur mit drei Muschelnischen und mit Pilastern und Friesen, die mit Ornamenten reich dekoriert sind. Den gesamten Boden bedeckt ein Orientteppich, der sich um die Plinthe herumschlingt.
Plinthe und Sockel tragen eine lateinische Inschrift.
SI IVVAT HEROVM CLARAS VIDISSE FIGVRAS
ILIVS AN VINCAT VICIT VTERQVE QVIDEM
ISTE SVOS HOSTES PATRIÆQVE INCENDIA SAEPE
SVSTVLIT ET PACEM CIVIBVS VSQVE DEDIT.
FILIVS AD MAIORA QVIDEM PROGNATVS AB ARIS
SVBMOVET INDIGNO SI SVBSTITVITQVE PROBOS
CERTÆ VIRTVTI PAPARVM AVDACIA CESSIT
HENRICO OCTAVO SCEPTRA GERENTE MANV
REDDITA RELIGIO EST ISTO REGNANTE DEIQVE
DOGMATA CEPERVNT ESSE IN HONORE SVO.
PROTOTYPVM IVSTÆ MAGNITVDINIS IPSO OPERE TECTORIO
FECIT HOLBENIVS IVBENTE HENRICO VIII A°DNI MDCCXVII
ECTYPVM A REMIGIO VAN LEEMPVT BREVIORI TABELLA
DESCRIBI VOLVIT CAROLVS II. M.B.P.E.H.R.

### Beschreibung des Porträts
Das Porträt zeigt Heinrich in einer bulligen Imponierpose. Die Beine sind gespreizt, die Knie sind durchgedrückt, um die Masse des in Samt, Seide und Pelz gehüllten und mit Gold und Juwelen dekorierten Oberkörpers auszubalancieren. Den Griff am Dolch, bereit jederzeit zur Tat zu schreiten, schaut er herunter auf den Betrachter. Die dominant hervorspringende Brayette unterstreicht die Potenz des Königs.
Er ist bekleidet mit einer eng anliegenden, bis ans Knie reichenden Jacke mit langen Ärmeln, darüber eine schwere mit Pelz gefütterte knielange Schaube, mit weißen Strümpfen (engl. hosen), die Beine und Waden perfekt modellieren und weißen Kuhmaulschuhen. Alle Kleidungsstücke sind nach der Mode der Zeit, die von der üppig-phantasievollen Landknechtsmode inspiriert ist, geschnitten. Auf dem Kopf hat er ein Barett, das mit Straußenfedern, Edelsteinen und Perlenagraffen dekoriert ist.
Oberteil und Ärmel der Jacke, die an der Taille durch lockere Bänder gegürtet ist, sind geschlitzt. Aus den Schlitzen, die in regelmäßigen Abständen mit goldgefassten Edelsteinen fixiert sind, quillt in kleinen Bäuschen das feine Leinen des Untergewandes hervor.
Die glockig geschnittene Schaube ist mit Zobelpelz gefüttert, breite mit Goldfäden gestickte Bordüren säumen das Gewand.
Heinrich trägt zwei Ketten, darunter auch die Collane des Hosenbandordens und das entsprechende Schnallenband am linken Knie, er hat Ringe an beiden Händen und hält in der rechten Hand ein Paar Lederhandschuhe, in Heinrichs Zeit ein Vorrecht des Adels und mit bestimmten Amts- und Jurisdiktionsritualen verknüpft.
Alle späteren Fassungen dieses Einzelporträts übernehmen bis in die Details die Darstellung, wie sie Holbein in dem Whitehall-Bild vorgegeben hat. Abweichungen gibt es nur in der Gestaltung des Hintergrunds, in der Farbe von Wams und Schaube und in der Pelzart, mit der die Schaube gefüttert ist.

## Porträts
| Museum, Sammlung                                     | Datum                          | Daten, Anmerkungen | Abbildung |
| ---------------------------------------------------- | ------------------------------ | --- | --------- |
| Art Gallery of Ontario                               | 2. Hälfte des 16. Jahrhunderts | Hans Holbein der Jüngere, Umkreis |           |
| Belvoir Castle                                       | Anfang des 17. Jahrhunderts    | Öl auf Leinwand, 217 × 147,2 cm |           |
| Castle Howard                                        | 1542                           | Hans Holbein der Jüngere, Werkstatt |           |
| Chatsworth House                                     | ca. 1560–73                    | von Hans Eworth, wahrscheinlich in Auftrag gegeben von William Cavendish                                                                            |           |
| Hampton Court Palace                                 | 1667                           | Remigius van Leemput, die einzige erhaltene Kopie des vollständigen Wandbildes                                                                      |           |
| Museo Thyssen-Bornemisza                             | ca. 1534–1536                  | Öl auf Eichenholz. 28 × 20 cm Eigenhändiges Porträt von Hans Holbein                                                                                |           |
| National Maritime Museum                             | um 1540                        | Öl auf Holz Werkstattkopie |           |
| Palazzo Barberini – Galleria Nazionale d’Arte Antica | um 1541                        | Kniestück; Signiert mit ANNO AETATIS SUAE XLIV |           |
| National Portrait Gallery                            | um 1537                        | Vorzeichnung von Hans Holbein, Karton |           |
| National Portrait Gallery                            |                                | |           |
| National Portrait Gallery                            | um 1535/1540                   | Öl auf Holz, 57,2 × 42,5 cm unbekannter niederländischer Künstler (?)                                                                               |           |
| National Portrait Gallery                            |                                | |           |
| National Portrait Gallery                            |                                | |           |
| New College, Oxford                                  | 17. Jahrhundert?               | Öl auf Holz, 223,5 × 147 cm | Abbildung |
| Parham House                                         | nach 1560                      | |           |
| Petworth House                                       |                                | Öl auf Holz; 237 × 120,7 cm Nach einer dendrochronologischen Analyse entstand der Rahmen nach 1525; Werkstattkopie                                  |           |
| Royal College of Physicians                          |                                | „Heinrich VIII. und die Barber Surgeons“ Öl auf Eichenholz, 312,4 × 108,3 cm                                                                        |           |
| St Bartholomew’s Hospital                            | nach 1702                      | Skulptur nach dem Holbein-Gemälde; teilweise vergoldet;                                                                                             | Abbildung |
| Trinity College, Cambridge                           | ca. 1567?                      | Öl auf Eichenholz, 229 × 124 cm Kopie von Hans Eworth                                                                                               |           |
| Walker Art Gallery                                   |                                | Öl auf Eichenholz, 283,2 × 134,2 cm Nach einer dendrochronologischen Analyse entstand der Rahmen nach 1530                                          |           |
| Weiss Gallery, London                                | ca. 1600–1610                  | Gemalt für Sir Henry Lee, aufbewahrt in Ditchley Park, bis es 1933 von Harold Arthur Lee-Dillon verkauft wurde; ab 2012 im Besitz der Weiss Gallery |           |
| Windsor Castle, Royal Collection                     | 1535–1544                      | |           |
| Windsor Castle, Royal Collection                     | ca. 1538–1547?                 | Öl auf Holz, 99,8 × 74,2 cm Kniestück |           |
| Windsor Castle, Royal Collection                     | 1550–1650                      | |           |
| Windsor Castle, Royal Collection                     | 1550–1599                      | |           |

## Rezeption, Parodien

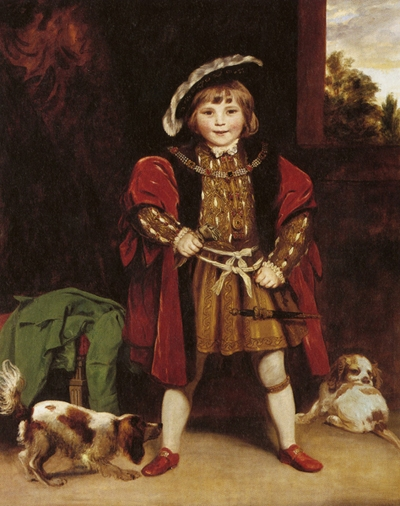
Joshua Reynolds: Porträt seines Neffen Master Crewe als Heinrich VIII., 1775

1775 porträtierte Joshua Reynolds seinen Neffen in der Pose Heinrichs VIII. Der Präraffaelit William Holman Hunt malte seinen fünfjährigen Neffen Teddy Wilson als „The King of Hearts“ in der Pose und Kleidung Heinrichs VIII., allerdings mit Spielbällen und einem Heroldsschild mit rotem Herzen. Hunts Fassung ist in unzähligen Postern, auf Magnetsticks und als Puzzle vermarktet worden.
Das Leben Heinrichs VIII. ist unzählige Male verfilmt worden, zum ersten Mal 1911, immer war das Holbein-Porträt Vorgabe und Inspiration für Schauspieler und Regisseure.
1933 spielte Charles Laughton die Rolle Heinrichs in dem Film The Private Life of Henry VIII.
In Vorbereitung des Films hat Laughton Hampton Court besucht, um die Figur des Königs auf der van Leemput-Kopie zu studieren. Auch für spätere Filmproduktionen, wie die BBC-Kostümserie Six Wives of Henry VIII von 1972 mit Keith Mitchell und in Carry On Henry mit Sidney James in der Hauptrolle orientierten sich an Holbeins Bild.